# Haris Bratanovic
Haris Bratanovic (Gand, 20 aprile 2001) è un cestista belga.

## Carriera
Con il Belgio ha disputato i Campionati europei del 2022.

## Palmarès
- Campionato belga: 4

Ostenda: 2020-2021, 2021-2022, 2022-2023, 2023-2024
- Coppa del Belgio: 1

Ostenda: 2021
- BNXT League: 1

Ostenda: 2023-2024
- Supercoppa BNXT: 3

Ostenda: 2021, 2022, 2023